# Bāskeleh Garmeh-ye Soflá
Bāskeleh Garmeh-ye Soflá (persiska: باسكِلِۀ گَرمِه, باسکله گرمه سفلىٰ, Bāskeleh-ye Garmeh) är en ort i Iran.   Den ligger i provinsen Ilam, i den västra delen av landet, 500 km väster om huvudstaden Teheran. Bāskeleh Garmeh-ye Soflá ligger 1 219 meter över havet och antalet invånare är 341.
Terrängen runt Bāskeleh Garmeh-ye Soflá är kuperad. Runt Bāskeleh Garmeh-ye Soflá är det ganska glesbefolkat, med 47 invånare per kvadratkilometer. Närmaste större samhälle är Eyvān, 13,6 km söder om Bāskeleh Garmeh-ye Soflá. Omgivningarna runt Bāskeleh Garmeh-ye Soflá är i huvudsak ett öppet busklandskap.